# مارینا بوراکووا
مارینا بوراکووا (روسی: Марина Буракова؛ زادهٔ ۸ مهٔ ۱۹۶۶) بازیکن فوتبال اهل روسیه است.
وی همچنین در تیم ملی فوتبال زنان روسیه بازی کرده‌است.